# Walter Ufer

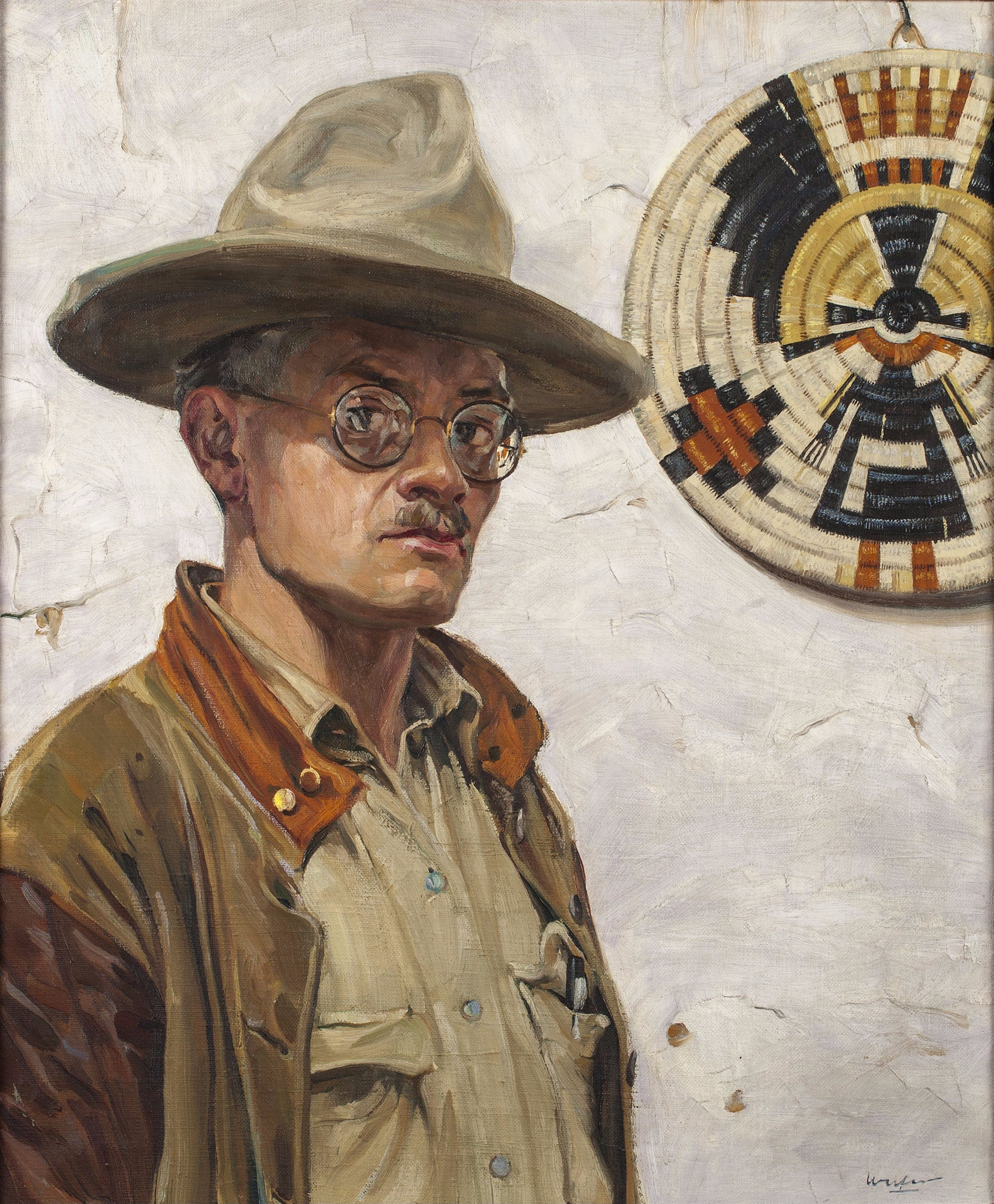
Walter Ufer, Selbstporträt, 1920. National Academy Museum and School, New York City

Walter Ufer (* 22. Juli 1876 in Hückeswagen, Rheinprovinz, Königreich Preußen; † 2. August 1936 in Santa Fe, New Mexico)  war ein US-amerikanischer Maler und Mitglied der Taos Society of Artists.

## Leben
Walter Ufer war der Sohn von Einwanderern aus dem westlichen Teil Deutschlands, der Vater war Schmiedemeister. Zunächst begann Ufer eine Lehre bei einem Reklamemaler in Louisville. Er studierte dann an der Kunstgewerbeschule in Dresden und am Art Institute of Chicago. In seiner Dresdner Zeit gehörte der später als Bibliothekar bekannt gewordene Walter Hofmann zeitweise zu seinen näheren Bekannten. 1911 heiratete er die Künstlerin Mary Fredericksen. Nach Aufenthalten in Paris, Italien und Nordafrika kehrten sie nach Chicago zurück, wo Walter Ufer als kommerzieller Illustrator arbeitete. 1914 reiste er zum ersten Mal nach Taos, New Mexico, unterstützt von seinem Förderer, dem Bürgermeister von Chicago, Carter Harrison. 1917 ließ er sich endgültig in Taos nieder und wurde Mitglied der Taos Society of Artists.

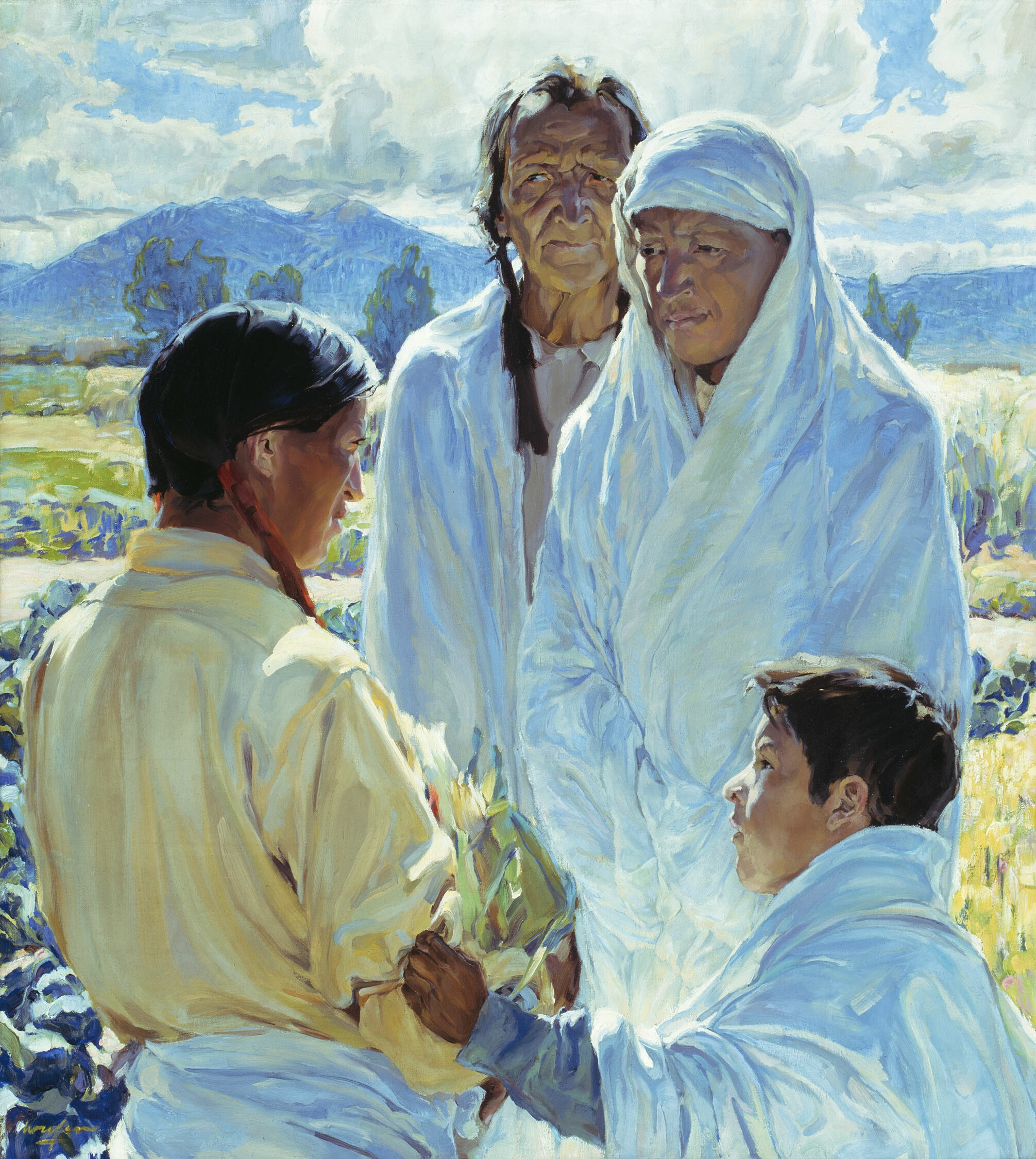
The Solemn Pledge, Taos Indians (Der feierliche Schwur, Taos-Indianer), 1916. Art Institute of Chicago

Wie fast alle Künstler dieser Zeit, die mit Taos in Berührung kamen, war Walter Ufer von Anfang an begeistert. Die Landschaft interessierte ihn, aber vor allem die Taos-Indianer faszinierten ihn. Ufer, ein glühender Verfechter individueller Freiheitsrechte und überzeugter Sozialist (und Freund Leo Trotzkis), sah die Pueblo-Indianer seit Jahrhunderten in einer Weise unterdrückt, die ihre rassische und kulturelle Identität zerstörte. „Der Indianer hat seinen ethnischen Stolz verloren“, sagte Ufer, „er will nur noch Amerikaner sein. Unsere Zivilisation hat eine ungeheure Macht. Wir spüren sie nicht, aber der Mann da draußen in den Bergen spürt sie, und er kann mit diesem Druck nicht umgehen“.
Diese Gefühle von Wut und Verzweiflung ziehen sich wie ein roter Faden durch Ufers Werk. Er beteiligte sich an vielen Streikposten und Protesten von Arbeitergruppen, und während der Grippeepidemie von 1919, an der über eine halbe Million Amerikaner starben, arbeitete Walter Ufer Tag und Nacht, um dem einzigen Arzt in Taos bei der Behandlung der Kranken zu helfen. Ein Teil der Verzweiflung, die sein Mitgefühl begleitete, war wahrscheinlich psychologischer Natur; als Alkoholiker und Depressiver litt Ufer unter vielen lähmenden Episoden der Verzweiflung. Wenn er litt, war er launisch und unproduktiv, und sein gesamtes Werk ist das Produkt seiner besseren Tage, denn in seinen dunklen Phasen widmete er sich dem Alkohol und dem Glücksspiel.
Dennoch verkaufte er in den 1920er Jahren eine große Anzahl von Werken und erlangte einen recht hohen Bekanntheitsgrad. Er war warmherzig und sympathisch und hatte viele Freunde, deren Freundschaft er manchmal missbrauchte, indem er sich Geld lieh und es nicht zurückzahlte. Abgesehen von einem katastrophalen Erlebnis im Jahr 1923, als Ufer auf Drängen seines Agenten eine Serie von Gemälden nicht verkaufen konnte, die alle denselben Indianer auf einem weißen Pferd vor der Kulisse der Taos-Berge zeigten, war er bis zum Börsenkrach von 1929 im Großen und Ganzen erfolgreich. Die Verzweiflung übermannte Walter Ufer und er verfiel dem Alkoholismus.

## Werk

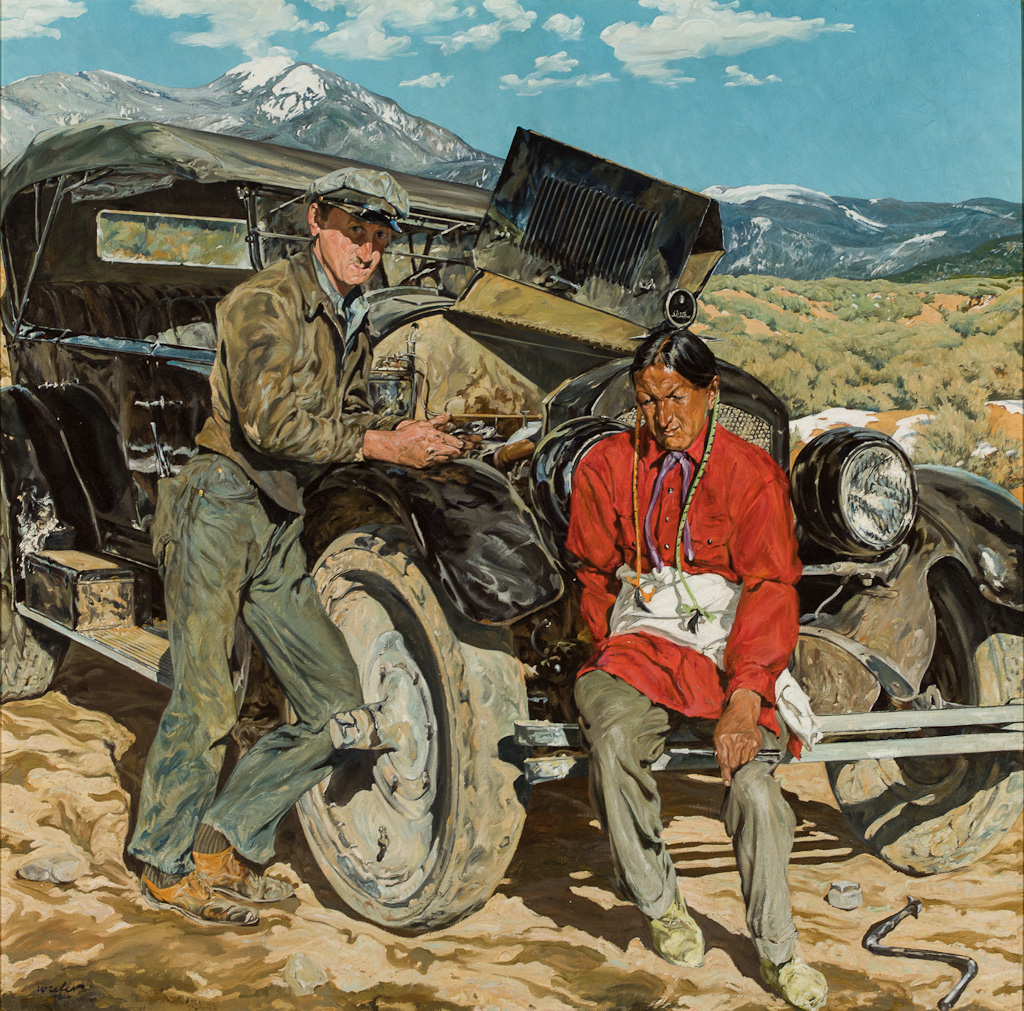
Bob Abbott und sein Assistent, 1935. Speed Art Museum, Louisville, Kentucky

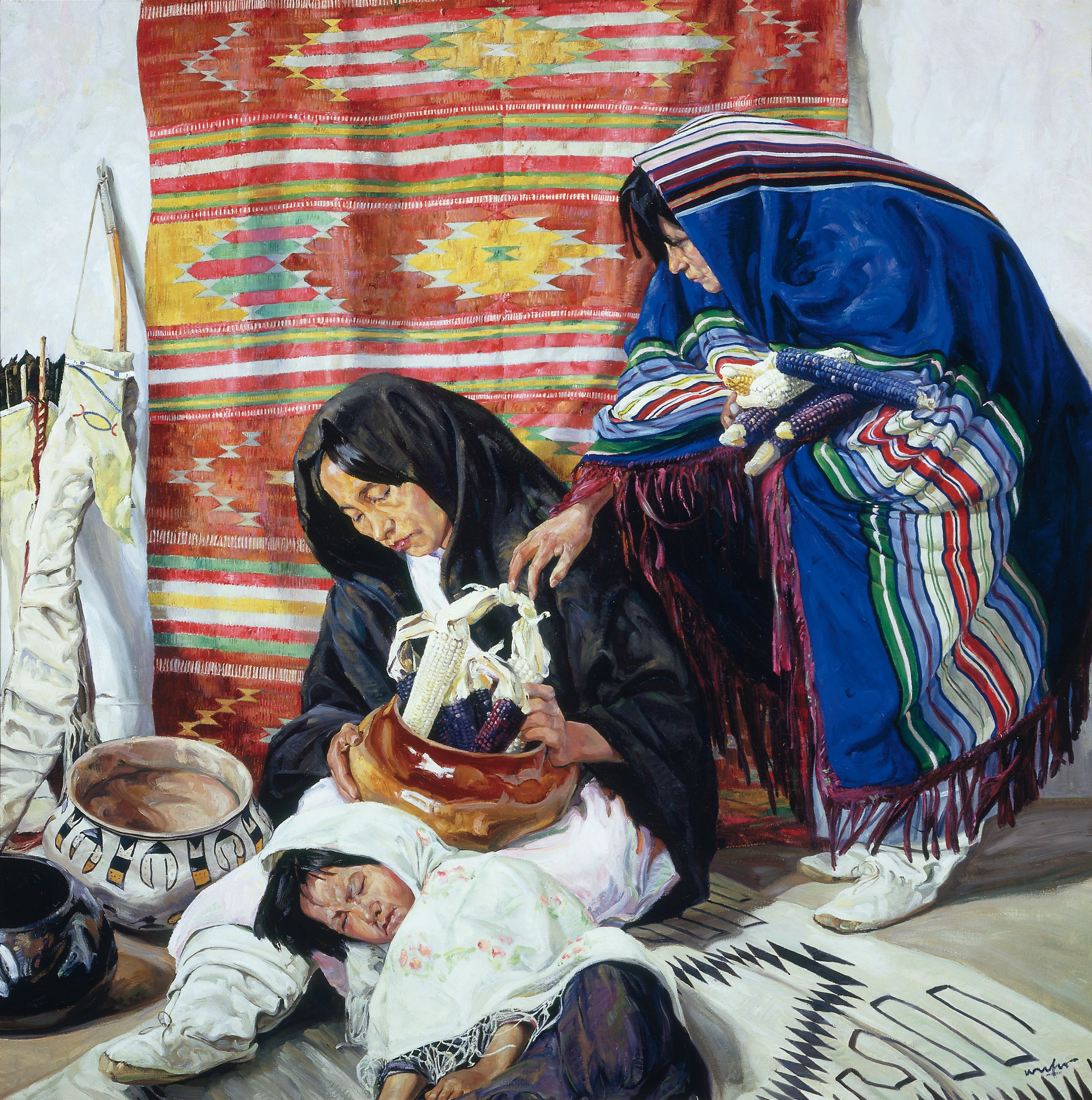
Sleep, 1923. National Cowboy & Western Heritage Museum, Oklahoma City, Oklahoma

Walter Ufers Werk zeichnet sich durch realistische Darstellungen des Alltagslebens der Pueblo-Indianer aus. Er vermied romantisierende Darstellungen und konzentrierte sich auf die authentische Wiedergabe ihrer Lebensweise. Seine Bilder sind bekannt für ihre leuchtenden Farben und die Darstellung des intensiven Sonnenlichts von New Mexico.